# География Суринама

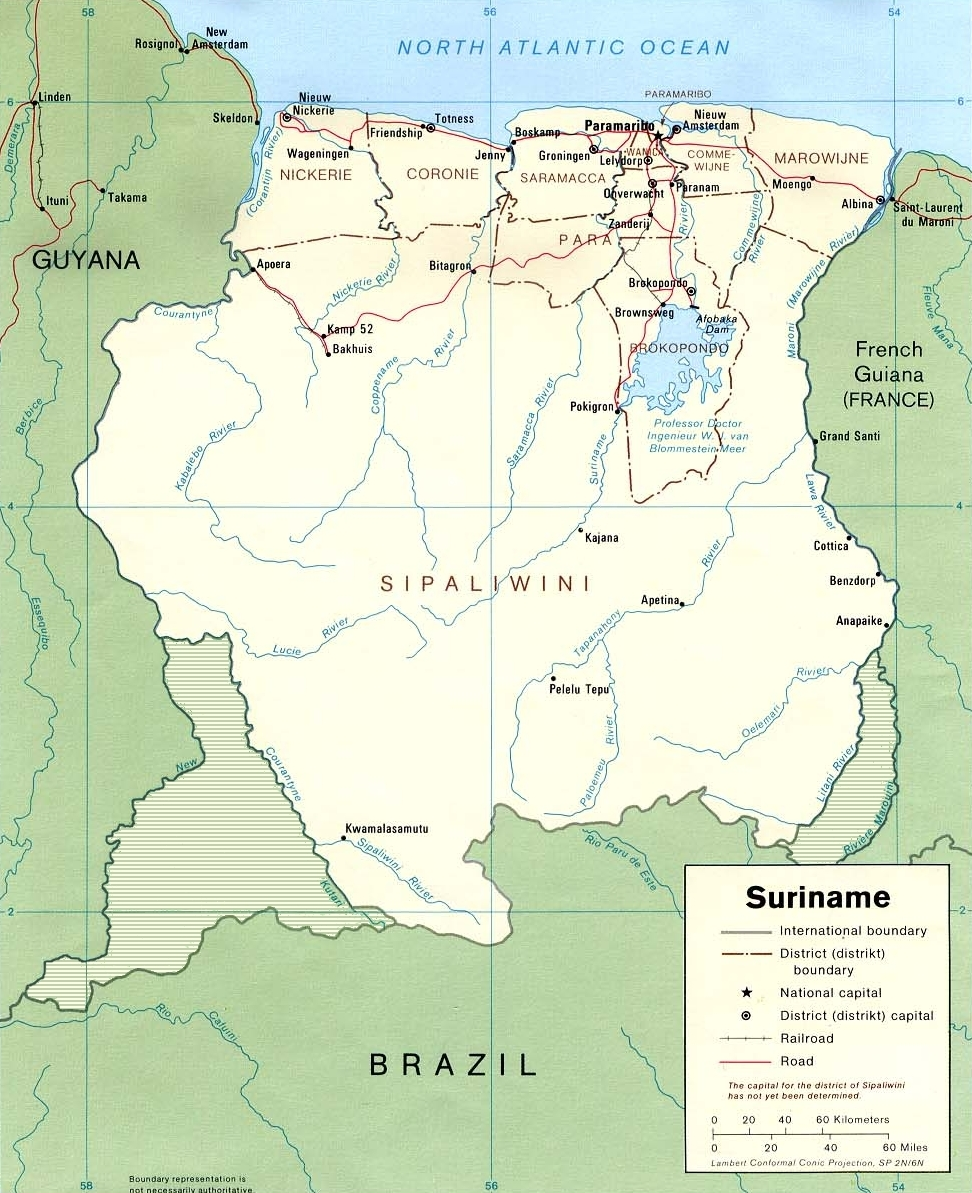
Карта Суринама

Суринам — наименьшее по площади государство Южной Америки, располагается на севере континента на берегу Карибского моря между Гайаной на западе (граница по реке Корантейн) и Французской Гвианой на востоке (граница по реке Марони).
Суринам можно условно поделить на две части: север и юг. На севере, у побережья Атлантики, на неширокой прибрежной полосе Гвианской низменности, живёт 90 % населения страны. Плодородные земли этой низменности обрабатываются, поэтому защищены от затопления специальной системой дамб и дренажных каналов.

## Рельеф
Южнее прибрежной полосы находятся холмы предгорий Гвианского плоскогорья, покрытые саванной. Почвы в основном состоят из песка и глины, поэтому малопригодны для земледелия.
Внутренняя южная часть Суринама занята Гвианским плоскогорьем, высшая точка которого — гора Юлиана (1230 м). Этот район страны покрыт непроходимой сельвой и не играет большой роли в экономике Суринама из-за отсутствия населения, однако богат разнообразной флорой и фауной.

## Климат
Расположенный у экватора, Суринам отличается жарким и влажным климатом. Температура воздуха практически не изменяется от сезона к сезону (в пределах 2°C), среднегодовое значение в Парамарибо составляет 26°C. В году два сезона дождей: с декабря по начало февраля и с конца апреля по середину августа. В среднем за 200 дождливых дней в год выпадает 2000—2500 мм осадков.
Сильные пассатные ветра.

## Гидрография
Реки Суринама (Корантейн, Коппенаме, Суринам, Марони и другие) многоводны, но порожисты. Судоходство по ним для крупных и средних судов возможно только в устьях. Небольшие суда могут подниматься вверх по течению некоторых рек на 300 км, связывая труднодоступные внутренние районы с побережьем.
На северо-востоке страны расположено большое водохранилище Брокопондо, созданное в 1964 году, для обеспечения электроэнергией заводов про производству бокситов. Через него протекают реки Суринам, Никерие и Марони.

## Природные ресурсы
Большая часть территории Суринама занята влажными вечнозелёными лесами с ценными видами древесины. В прибрежных районах ловят рыбу, креветки.
Запасы минерального сырья разнообразны, но недостаточно разведаны. Главенствующее положение в экономике страны занимают бокситы, которые содержатся в коре Гвианского плоскогорья. Разведанные запасам составляют 600 млн т. По этому показателю  Суринам занимает шестое место в  мире и второе среди стран Латинской Америки (после Ямайки). 
В недрах Суринама также были найдены каолин и золото. В небольших количествах имеется никель, медь, платина и железная руда.

## Экология
Вырубка ценных пород деревьев для экспорта приводит к дефорестации. Внутренние водотоки сильно загрязняются в процессе добычи полезных ископаемых.

## Статистические данные

Географическая карта Суринама

### Площадь
- Всего: 163270 км²
- Земля: 161470 км²
- Вода: 1800 км²

### Границы
- Всего: 1707 км
- Государственные границы:
  - Бразилия — 597 км
  - Французская Гвиана — 510 км
  - Гайана — 600 км
- Побережье: 386 км

### Морские претензии
- Эксклюзивная экономическая зона: 370 км
- Территориальные воды: 22 км

#### Экстремальные высоты
- Самая низкая точка: —2 м
- Самая высокая точка: гора Юлиана — 1230 м

### Водные ресурсы
- Возобновляемые водные ресурсы: 122 км³ (2003)

### Использование земель
- Пашни: 0.36 %
- Постоянные культуры: 0.06 %
- Другие: 99.58 % (2005)
- Орошаемая земля: 510 км²